# Loma Linda
Loma Linda (en espagnol, « la belle colline ») est une municipalité du comté de San Bernardino, située dans la vallée de San Bernardino et l'Inland Empire en Californie. Originellement, son secteur s'appelait Mount City. Au recensement de l'an 2010, Loma Linda était peuplée de 23 261 habitants.

## Richesse moyenne
Selon le Bureau du recensement des États-Unis en 2000 le revenu moyen par ménage dans la localité était de 38 204 $ et le revenu moyen par famille de 45 774 $. Les hommes avaient un revenu moyen de 36 086 $ (en comparaison : 35 096 $ pour les femmes). Le revenu par tête était de 20 189 $. Environ 15,1% de la population se trouvait en dessous du seuil de pauvreté.

## Zone bleue
Loma Linda — dont la religion principale repose sur les principes édictés par l’Église adventiste du septième jour — compte un nombre important de centenaires et la longévité ainsi que la générale bonne santé exceptionnelle de ses habitants inscrit la ville dans le palmarès des cinq zones bleues répertoriées de par le monde. Aux États-Unis, le nombre d'occurrences de supercentenaires est inversement proportionnel à la fiabilité des systèmes d'état civil :
« Aux États-Unis, le statut de supercentenaire est prédit par l’absence d’enregistrement de l’état civil. L’existence d’actes de naissance est associé, dans chaque État, à une diminution de 69 à 82% du nombre d’enregistrements supercentenaires. »

## Démographie
| 1970  | 1980   | 1990   | 2000   | 2010   | - |
| ----- | ------ | ------ | ------ | ------ | - |
| 9 797 | 10 694 | 17 400 | 18 681 | 23 261 | - |

## Jumelages
Manipal (Inde)
 Libertador San Martín (Argentine)
 Puntarenas (Costa Rica)

## Personnalités
Ed Moses (1980-), champion olympique avec l'équipe américaine du 4 x 100m 4 nages en 2000.